# اولیا چلبی
محمد ظلّی (۱۰۲۰ استانبول -۱۰۹۳ق، ۱۶۱۱–۱۶۸۲م) معروف به اولیا چلبی (به ترکی عثمانی: Evliya Çelebi) کاشف و جهانگرد معروف اهل عثمانی بود. او طی یک دوره چهل ساله به سفر در خاک امپراتوری عثمانی و سرزمین‌های همجوار پرداخت و تجربیات و دیده‌هایش را در سفرنامه‌ای با نام سیاحت‌نامه اولیا چلبی نوشت.
صفت چلبی در امپراطوری عثمانی بمعنای سرور من که به افراد بزرگ نسبت داده می‌شد.

## زندگی‌نامه
اولیا در سال ۱۰۲۰ قمری در استانبول زاده شد. خانواده او که تبارشان را به خواجه احمد یسوی می‌رساندند از مهاجرانی بودند که پس از فتح قسطنطنیه، از کوتاهیه بدانجا کوچیدند.
پدر و مادر اولیا چلبی هر دو از وابستان دربار عثمانی بودند. پدر او درویش محمد ظلی جواهرفروش بود و مادر اولیا چلبی از اهالی آبخاز و مرتبط با ملک احمدپاشا، وزیر اعظم عثمانی، بود.
اولیا در مدرسه عربی، فارسی و موسیقی آموخت و سپس به دربار عثمانی راه یافت. او ۴۰ سال از عمرش را به سیر و سیاحت در قلمرو امپراتوری عثمانی و سرزمین‌های اطراف آن کرد.
سفر خود را از استانبول با نوشتن خصوصیات این شهر شامل ساختمان‌ها، بازارها، رسوم و فرهنگ آن آغاز و سپس به تمام آناتولی، خاورمیانه، قفقاز، سودان، صحرای عرب تا شمال حبشه، روم اروپایی، آلبانی، رومانی، مجارستان، وین، آلمان، هلند، بوسنی هرزگوین، جنوب روسیه، تمامی سرزمین‌های عرب و بخش‌هایی از ایران از جمله تبریز و شهرهای اطراف آن سفر کرد.